# Крутое (Волгоградская область)
Крутое — село в Руднянском районе Волгоградской области, в составе Лемешкинского сельского поселения.
Население — 8 (2010).

## История
Дата основания не установлена. Первоначально известен как хутор Крутой. С 1928 года — в составе Руднянского района Камышинского округа (округ упразднён в 1930 году) Нижне-Волжского края. С 1935 года в составе Лемешкинского района Сталинградского края (с 1936 года — Сталинградской области, с 1954 по 1957 год — район в составе Балашовской области). В 1959 году в связи с упразднением Лемешкинского района село Крутое передано в состав Руднянского района. Село относилось к Лемешкинскому сельсовету.

## Физико-географическая характеристика
Село находится в степной местности, в пределах Хопёрско-Бузулукской равнины, являющейся южным окончанием Окско-Донской низменности, являющейся частью Восточно-Европейской равнины. Село расположено при одной из балок в бассейне реки Щелкан, южнее села Лемешкино. Рельеф местности равнинный. Высота центра населённого пункта — около 160 метров над уровнем моря. К западу от села высота местности постепенно повышается. Почвы — чернозёмы южные.
К селу имеется подъезд от автодороги Лемешкино — Козловка (1 км). По автомобильным дорогам расстояние до областного центра города Волгограда составляет 330 км, до районного центра посёлка Рудня — 30 км, до административного центра сельского поселения сел Лемешкино — около 5 км.
Часовой пояс
Крутое, как и вся Волгоградская область, находится в часовой зоне МСК (московское время). Смещение применяемого времени относительно UTC составляет +3:00.

## Население
| 2010 |
| ---- |
| 8    |